# Tiro ai II Giochi europei
Le gare di tiro a segno e tiro a volo ai II Giochi europei sono state disputate a Minsk tra il 22 e il 28 giugno 2019.

## Podi

### Uomini
| Evento              | Oro              | Argento              | Bronzo             |
| Carabina            |                  |                      |                    |
| 10 m aria compressa | Sergey Richter   | Sergej Kamenskij     | Filip Nepejchal    |
| 50 m 3 posizioni    | Sergej Kamenskij | Yury Shcherbatsevich | Istvan Peni        |
| Pistola             |                  |                      |                    |
| 10 m aria compressa | Artem Chernousov | Oleh Omelchuk        | Lauris Strautmanis |
| 25 m automatica     | Oliver Geis      | Jean Quiquampoix     | Clement Bessaguet  |
| Tiro a volo         |                  |                      |                    |
| Trap                | David Kostelecký | Valerio Grazini      | Aaron Heading      |
| Skeet               | Stefan Nilsson   | Tomas Nydrle         | Gabriele Rossetti  |

### Donne
| Evento              | Oro                  | Argento               | Bronzo            |
| Carabina            |                      |                       |                   |
| 10 m aria compressa | Laura-Georgeta Coman | Nina Christen         | Nikola Mazurová   |
| 50 m 3 posizioni    | Julija Zykova        | Nikola Mazurová       | Polina Khorosheva |
| Pistola             |                      |                       |                   |
| 10 m aria compressa | Zorana Arunović      | Anna Korakakī         | Antoaneta Boneva  |
| 25 m                | Anna Korakakī        | Heidi Diethelm Gerber | Antoaneta Boneva  |
| Tiro a volo         |                      |                       |                   |
| Trap                | Silvana Stanco       | Jessica Rossi         | Fátima Gálvez     |
| Skeet               | Diana Bacosi         | Lucie Anastassiou     | Chiara Cainero    |

### Gare miste
| Evento              | Oro                                          | Argento                                         | Bronzo                                      |
| Carabina            |                                              |                                                 |                                             |
| 10 m aria compressa | Russia Julija Karimova Sergej Kamenskij      | Russia Vladimir Maslennikov Anastasija Galašina | Rep. Ceca Aneta Brabcová Filip Nepejchal    |
| 50 m 3 posizioni    | Svizzera Jan Lochbihler Nina Christen        | Austria Bernhard Pickl Franziska Peer           | Russia Kirill Grigor'jan Polina Khorosheva  |
| Pistola             |                                              |                                                 |                                             |
| 10 m aria compressa | Russia Artem Chernousov Vitalina Bacaraškina | Serbia Damir Mikec Zorana Arunović              | Germania Christian Reitz Sandra Reitz       |
| 25 m                | Germania Oliver Geis Doreen Vennekamp        | Germania Christian Reitz Monika Karsch          | Ucraina Olena Kostevyč Pavlo Korostylov     |
| 50 m                | Russia Artem Chernousov Margarita Lomova     | Lettonia Lauris Strautmanis Agate Rašmane       | Georgia Tsotne Machavariani Nino Salukvadze |
| Tiro a volo         |                                              |                                                 |                                             |
| Trap                | Spagna Antonio Bailón Fátima Gálvez          | Italia Giovanni Pellielo Jessica Rossi          | Russia Aleksej Alipov Daria Semianova       |
| Skeet               | Italia Gabriele Rossetti Chiara Cainero      | Italia Riccardo Filippelli Diana Bacosi         | Rep. Ceca Jakub Tomecek Barbora Sumova      |